# Money from Home
Money From Home (no Brasil, A Barbada do Biruta) é um filme de comédia de 1953 dirigido por George Marshall e protagonizado pela dupla Martin e Lewis. É o primeiro filme colorido da dupla e único feito em 3D.

## Sinopse
Nova York, anos 20. Herman "Honey Talk" Nelson (Dean Martin) é um apostador que está endividado e como esperança acaba contando com uma corrida equestre.
Nelson acaba tendo duas escolhas: perder a aposta grande ou providenciar o mais rápido possível uma aposta em uma corrida em Maryland para poder pagar o que deve a "Jumbo" Schneider (Sheldon Leonard). Herman e seu primo Virgil Yokum (Jerry Lewis) com quem segue para Maryland. Em Maryland, o amor invade seus corações. Herman acaba se apaixonando por Phyllis Leigh (Marjie Millar), a dona do cavalo, e Virgil por Autumn Claypool (Pat Crowley), a veterinária do cavalo.
Com isso, Herman acaba se decidindo em desistir de toda a aposta e do plano e somente dar atenção para a sua mulher amada.
Mas o sujeito chamado Bertie Searles (Richard Haydn) que estava contratado para participar da corrida e que iria montar no cavalo em que Herman iria apostar, acaba desistindo de fazê-lo por influência de "Jumbo" e de seus outros capangas, fazendo com que Virgil entre em seu lugar na corrida.

## Elenco
- Dean Martin: Herman "Honey Talk" Nelson
- Jerry Lewis: Virgil Yokum
- Marjie Millar: Phyllis Leigh
- Pat Crowley: Dr. Autumn Claypool
- Richard Haydn: Bertie Searles
- Robert Strauss: Seldom Seen Kid
- Gerald Mohr: Marshall Preston
- Sheldon Leonard: Jumbo Schneider
- Rex Lease: Condutor do trem (não-creditado)